# 증분 검색

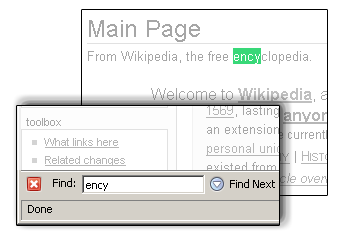
모질라 파이어폭스의 증분 검색

증분 검색(增分 檢索)은 컴퓨터에서 사용자가 글자를 입력하는 도중에 계속적으로 해당하는 내용을 찾아주는 기능이다. 대개 슬래시(‘/’) 키를 사용한다.
사용자가 입력하는 과정에서 최근까지 입력된 부분과 일치되는 문자열을 검색하며, 검색된 문자열은 프로그램에 따라서 눈에 띄는 배경색 등으로 강조되기도 한다. 또한 다음/이전 찾기도 가능하다. 기존의 찾기 기능보다 빠르게 쓸 수 있다는 장점이 있다. 또한 모달 창을 쓰지 않는다는 장점도 있다. 모달 창을 쓰는 경우 창을 옮겨 다니면서 텍스트를 읽어야 하는 불편함이 있다.
모달 창을 쓰지 않는 증분 검색은 모질라, 모질라 파이어폭스, 오페라, 캉커러 등 최근의 웹 브라우저와 애플의 Spotlight, 그리고 이맥스, Archy, vim, NetBeans IDE, 이클립스와 같은 텍스트 애플리케이션에 구현되어 있다. 모질라 진영의 표현으로는 ‘Find As You Type’이라고 하기도 한다. 그 밖의 표현으로는 "search as you type, filter as you type (FAYT), incremental search, typeahead search, inline search, instant search, word wheeling"이 있다.

## 같이 보기
- 자동 완성
- 콤보 상자
- 스니펫